# إميل هانسون
إميل هانسون هو لاعب هوكي الجليد كندي، ولد في 18 نوفمبر 1907، وتوفي في 16 مايو 1955.

## وصلات خارجية
- إميل هانسون على موقع دوري الهوكي الوطني (الإنجليزية)
- إميل هانسون على موقع قاعة مشاهير الهوكي (لاعب أن.إتش.أل) (الإنجليزية)
- إميل هانسون على موقع EliteProspects.com (الإنجليزية)
- إميل هانسون على موقع HockeyDB.com (الإنجليزية)
- إميل هانسون على موقع Hockey-Reference.com (الإنجليزية)